# Az American Airlines 331-es járatának balesete
Az American Airlines 331-es járata egy menetrend szerinti repülőút volt a washingtoni Ronald Reagan Washingtoni nemzeti repülőtér és a kingstoni Norman Manley nemzetközi repülőtér között. 2009. december 22-én 148 utassal és 6 fős személyzettel a fedélzetén leszálláskor a gép a rossz időjárási körülmények miatt túlfutott a kifutópályán és három darabra tört.
A balesethez hozzájárult a gép sebessége, valamint az is, hogy a kifutónak a felénél sikerült a pilótáknak földet érniük. A Virgin Atlantic Airways egy Boeing 747-es típusú gépe a járat előtt nem sokkal, rendkívül hasonló körülmények között sikeres leszállást hajtott végre.

## A repülő
A gép a N977AN lajstromjelű Boeing 737-823-as volt, első repülése 2001. november 30-án történt. Az American Airlineshoz 2001. december 20-án került, akkor még N1786B lajstromjellel.

## A baleset
A járat a washingtoni Ronald Reagan repülőtérről indult, és egy útmegszakítása volt a Miami nemzetközi repülőtéren. Helyi idő szerint 22:22-kor a Boeing 737-es megcsúszott és túlfutott, amikor a Norman Manley nemzetközi repülőtér 12-es kifutóján próbált leszállni. A repülőtér környékéről komoly esőzéseket jelentettek. Az incidensben a gép súlyos sérüléseket szenvedett.
Az utasok közül később néhányan azt állították, hogy a felszolgálás többször is szünetelt, mielőtt végleg befejeződött volna, mivel akkora volt a turbulencia. Többek szerint a repülő túl későn ért földet a kifutón.
A kifutókra vezető fények közül több nem égett a baleset idején. A jamaicai hivatalnokok cáfolták a nem üzemelő lámpák szerepét az incidensben, mondván a pilóták tudtak róla, valamint a kifutó, amire a járat érkezett, rendben meg volt világítva. A földre telepített navigációs segédegységeket később ellenőrizték és megállapították, hogy mindegyik megfelelően működik.
A repülőben súlyos károkat okozott a baleset, a gép orra, törzse és a szárnyak vége összetört, az egyik szárnyról leszakadt a hajtómű, a másikról pedig a winglet. A futómű elromlása miatt a gép a hasára került. A repülőtér kerítését nagy sebességgel áttörve a Norman Manley autópálya mögött állt meg, 12 méterre Kingston kikötőjétől és a Karib-tengertől. A 737-es olyan súlyosan megsérült, hogy nem lett volna gazdaságos a megjavítása, ezért leírták.

## A baleset visszhangja és a nyomozás
A baleset után a repülőteret azonnal lezárták, a repülőket a Sangster nemzetközi repülőtérre irányították át a helyszínelés idejére.
Az eset után vizsgálatot indítottak. Az egyesült államokbeli Amerikai Közlekedésbiztonsági Felügyelet (angolul National Transportation Safety Board, NTSB) egy csoportot küldött a Jamaicai Polgári Repülési Hatóság nyomozói segítésére. A helyszínre az American Airlines is kiküldte a munkatársait.
A jelentések szerint a gép személyzete kapcsolatba került a jamaicai légi irányítással, és műszeres (ILS) megközelítést kértek a 12-es futópályára, mivel az  automatikus közelkörzeti tájékoztató szolgálat (ATIS) ezt a leszállópályát adta meg éjszakai landoláshoz. Azonban a pilótáknak a 30-as futópályát is felajánlották, amely az időjárási körülmények miatt kedvezőbb lett volna, és a hátszél is kisebb volt azon. A pilóták ragaszkodtak a 12-eshez, még akkor is, amikor a torony közölte, hogy annak burkolata nedves.
Oscar Derby ezredes, a Jamaicai Polgári Repülési Hatóság általános igazgatója, egy héttel az incidens után azt nyilatkozta, hogy a gép a 2720 méter hosszú futópálya felénél ért földet. Azt is mondta, hogy a 737-800 típusú repülők fel vannak szerelve úgynevezett fejmagasságú kijelzővel, ami a pilótákat segíti rossz látási viszonyok között, pl. esőben vagy ködben leszállni. Ekkor még csak a nyomozás kezdete volt, és csak vizsgálták, hogy mi lehetett a szerepe a hátszélnek és az eső áztatta burkolatnak. A szóban forgó kifutó ugyanis nem volt felszerelve vízelvezetésre alkalmas barázdált útburkolattal, mint a többi nagyobb repülőtéren. Szintén nehezítette a lassulást, hogy a gépben még jelentős üzemanyag-mennyiség volt, ugyanis a visszaútra is megtankolták.
A feketedoboz adatait vizsgálva kiderült, hogy a gép a futópálya 1200 méterénél ért földet, a normális 300–460 m közötti helyett. A pályát 116 km/h sebességgel hagyta el. A hátszél leszálláskor elérte a 26 km/h-t, ami épphogy a megengedett 27 km/h határ alatt van.

## Az utasok
Az USA külügyminisztériuma szerint a gép utasai közül összesen 76 volt amerikai állampolgár. 92 embernek volt szüksége kórházi ellátásra a baleset után. December 28-ára a gépen szállított csomagok még mindig nem kerültek vissza az utasokhoz a karanténból, így az American Airlines személyenként 5 000 dollár kártérítést fizetett. Körülbelül 300 csomagot tartottak így vissza, amibe beletartozott a hatfős személyzeté is.

## Hasonló esetek
- American Airlines 1420-as járata – túlfutás leszállópályán vihar miatt
- Air France 358-as járata – túlfutás leszállópályán időjárás miatt

## Fordítás
Ez a szócikk részben vagy egészben  az   American Airlines Flight 331 című angol Wikipédia-szócikk ezen változatának fordításán alapul.  Az eredeti cikk szerkesztőit annak laptörténete sorolja fel. Ez a jelzés csupán a megfogalmazás eredetét és a szerzői jogokat jelzi, nem szolgál a cikkben szereplő információk forrásmegjelöléseként.

## Külső hivatkozások
- Képek a gépről a baleset előttről